# Holotrichia dubiosa
Holotrichia dubiosa är en skalbaggsart som beskrevs av Frey 1971. Holotrichia dubiosa ingår i släktet Holotrichia och familjen Melolonthidae. Inga underarter finns listade i Catalogue of Life.